# 全日本私立幼稚園幼児教育研究機構
全日本私立幼稚園幼児教育研究機構（ぜんにほんしりつようちえんようじきょういくけんきゅうきこう）は、全日本私立幼稚園連合会の関連団体である。
2006年3月28日設立。幼児教育にかかわる者の資質向上、幼児教育に関する調査及び研究、家庭・地域における幼児期の教育力の向上への支援・普及、幼児教育分野における国際交流等の事業を行う。2021年に公益財団法人から一般財団法人になる。